# Cadillacs and Dinosaurs (jeu vidéo)
Pour les articles homonymes, voir Cadillac, Dinosaur et Cadillacs and Dinosaurs.
Cadillacs and Dinosaurs  (Cadillacs Kyouryuu Shin Seiki au Japon) est un jeu vidéo à scrolling horizontal de type beat them all développé et édité par Capcom, sorti uniquement en arcade sur CP System [Dash] en février 1993,.

## Histoire
Quatre combattants écologistes tentent d'arrêter un gang de contrebandiers s'attaquant à des dinosaures.
Cadillacs and Dinosaurs est tiré du comic Xenozoic Tales créé par Mark Schultz à la fin des années 1980.

## Système de jeu
Cadillacs and Dinosaurs se joue comme beaucoup de titres du genre, le joueur progresse en faisant face à des vagues successives d'ennemis composées de truands et de dinosaures. Pour se défendre chaque personnage possède une palette de coups et de projections qui lui est propre ainsi qu'une attaque spéciale puisant dans la jauge de vie. De nombreuses armes sont disponibles, celles-ci allant de la simple planche en bois aux armes à feu.
Il existe également des passages où le joueur se retrouve au volant d'une Cadillac et dont le but est de renverser un maximum d'ennemis tout en évitant divers obstacles.

## Personnages
Le jeu propose d'incarner quatre héros aux compétences variées:
- Jack Tenrec, un mécanicien adroit au combat à mains nues ;
- Hannah Dundee, une exploratrice douée dans l'utilisation des armes ;
- Mustapha Cairo, un ingénieur dont le point fort est les coups de pied sautés ;
- Mess O'Bradovich, un colosse au passé inconnu.

## Équipe de développement
- Programmeurs : Yuki Saiko, Cky Gi-u, T. Uragoro, Some-P
- Conception des personnages : Kurisan, Jun Matsumura (JUN), Matano, Ss, Shisui, Kinmon, The Who
- Conception des décors : Nissui, Konomi, Ohnicchan, Bentobucho
- Musique : Isao Abe (Piro2 Oyaji), Syun Nishigaki (SYUN), Kiyo
- Son : Toshi Bull, Nobu